# Saison 2020-2021 du LOSC Lille
Maillots
Chronologie
Saison précédente Saison suivante
La saison 2020-2021 du LOSC est la soixante-et-unième saison du club nordiste en première division du championnat de France, la vingt-et-unième consécutive du club au sommet de la hiérarchie du football français.
Le club évolue en Ligue 1, en Coupe de France et en Ligue Europa.

## Transferts

### Transferts estivaux
Le mercato estival est celui des records pour le LOSC. L'attaquant Victor Osimhen quitte le nord de la France après une seule saison pour rejoindre le SSC Naples. Le transfert est estimé à 81,3 millions d'euros (bonus inclus), ce qui est la plus grosse vente de l'histoire du club. Pour le remplacer, le LOSC choisit le Canadien Jonathan David. Il signe contre un montant de 32 millions d'euros (bonus inclus) et il devient la recrue la plus chère de l'histoire également.
Toujours en attaque, les Dogues perdent l'expérimenté Loïc Rémy en fin de contrat et recrutent à la place la star turc Burak Yılmaz. Le défenseur brésilien Gabriel rejoint Arsenal. Le LOSC opte pour l'espoir néerlandais Sven Botman pour accompagner José Fonte en défense centrale.
L'été 2020 est marqué par le nouveau partenariat du club nordiste avec le Royal Excel Mouscron après le rachat du club belge par Gérard Lopez. Cela conduit au départ de 12 joueurs lillois (6 cessions et 6 prêts) vers ce club partenaire. Le Président du LOSC achète également des parts dans le club portugais de Boavista, ainsi trois joueurs y sont prêtés dont l'espoir anglais Angel Gomes.

## Compétitions
| Championnat de France | Ligue Europa                                                | Coupe de France                                              |
| --------------------- | ----------------------------------------------------------- | ------------------------------------------------------------ |
| Champion 83 points    | Seizièmes de finale éliminé par l'Ajax Amsterdam (1-2, 2-1) | Huitièmes de finale eliminé par le Paris Saint-Germain (3-0) |
| 24V 11N 3D            | 3V 2N 3D                                                    | 2V 0N 1D                                                     |
| TOTAL: 29V 13N 7D     |                                                             |                                                              |

### Championnat
La Ligue 1 2020-2021 est la 83e édition du championnat de France de football et la 19e sous l'appellation « Ligue 1 ». La division oppose vingt clubs en une série de trente-huit rencontres. Les meilleurs de ce championnat se qualifient pour les coupes d'Europe que sont la Ligue des Champions (le podium), Ligue Europa (le quatrième et le vainqueur de la Coupe de France) et la Ligue Europa Conférence (le cinquième). Le LOSC participe à cette compétition pour la 61e fois de son histoire et la 21e fois de suite depuis la saison 2000-2001.
Les relégués de la saison précédente, l'Amiens SC et le Toulouse FC sont remplacés par le FC Lorient, champion de Ligue 2 en 2019-2020, et le RC Lens.

#### Aller
| Journée 1                 | LOSC              | 1 - 1   | Stade rennais FC    | | |
| Samedi 22 août 2020 21:00 | ( Xeka) Bamba 40e | (1 - 0) | 74e Da Silva        | Stade Pierre-Mauroy, Villeneuve-d'Ascq Spectateurs : 3 975 Diffuseur : Canal + et Téléfoot Arbitrage : Clément Turpin | Stade Pierre-Mauroy, Villeneuve-d'Ascq Spectateurs : 3 975 Diffuseur : Canal + et Téléfoot Arbitrage : Clément Turpin |
| Samedi 22 août 2020 21:00 | Reinildo 43e      | Rapport | 35e Boey · 88e Tait | Stade Pierre-Mauroy, Villeneuve-d'Ascq Spectateurs : 3 975 Diffuseur : Canal + et Téléfoot Arbitrage : Clément Turpin | Stade Pierre-Mauroy, Villeneuve-d'Ascq Spectateurs : 3 975 Diffuseur : Canal + et Téléfoot Arbitrage : Clément Turpin |

| Journée 2                   | Stade de Reims                                          | 0 - 1   | LOSC                | | |
| Dimanche 30 août 2020 13:00 |                                                         | (0 - 1) | 32e Bamba ( Yılmaz) | Stade Auguste-Delaune, Reims Spectateurs : 3 614 Diffuseur : Téléfoot Arbitrage : Stéphanie Frappart | Stade Auguste-Delaune, Reims Spectateurs : 3 614 Diffuseur : Téléfoot Arbitrage : Stéphanie Frappart |
| Dimanche 30 août 2020 13:00 | Faes 75e · Hornby 80e · Chavalerin 81e · Rajković 90+5e | Rapport | 34e Çelik           | Stade Auguste-Delaune, Reims Spectateurs : 3 614 Diffuseur : Téléfoot Arbitrage : Stéphanie Frappart | Stade Auguste-Delaune, Reims Spectateurs : 3 614 Diffuseur : Téléfoot Arbitrage : Stéphanie Frappart |

| Journée 3                        | LOSC                                            | 1 - 0   | FC Metz                                          | | |
| Dimanche 13 septembre 2020 13:00 | ( Bradarić) L. Araújo 88e                       | (0 - 0) |                                                  | Stade Pierre-Mauroy, Villeneuve-d'Ascq Spectateurs : 4 162 Diffuseur : Téléfoot Arbitrage : Jérémie Pignard | Stade Pierre-Mauroy, Villeneuve-d'Ascq Spectateurs : 4 162 Diffuseur : Téléfoot Arbitrage : Jérémie Pignard |
| Dimanche 13 septembre 2020 13:00 | Pied 31e · Bradarić 57e · André 80e · Çelik 84e | Rapport | 20e Maïga · 36e Bronn · 43e Pajot · 75e Centonze | Stade Pierre-Mauroy, Villeneuve-d'Ascq Spectateurs : 4 162 Diffuseur : Téléfoot Arbitrage : Jérémie Pignard | Stade Pierre-Mauroy, Villeneuve-d'Ascq Spectateurs : 4 162 Diffuseur : Téléfoot Arbitrage : Jérémie Pignard |

| Journée 4                        | Olympique de Marseille                  | 1 - 1   | LOSC                                   |                                                                                                  |                                                                                                  |
| Dimanche 20 septembre 2020 21:00 | ( Sanson) Germain 85e                   | (0 - 0) | 47e L. Araújo ( Bamba)                 | Orange Vélodrome, Marseille Spectateurs : 938 Diffuseur : Téléfoot Arbitrage : Hakim Ben El Hadj | Orange Vélodrome, Marseille Spectateurs : 938 Diffuseur : Téléfoot Arbitrage : Hakim Ben El Hadj |
| Dimanche 20 septembre 2020 21:00 | Nagatomo 21e · Thauvin 58e · Álvaro 65e | Rapport | 50e André · 58e Bradarić · 80e Sanches | Orange Vélodrome, Marseille Spectateurs : 938 Diffuseur : Téléfoot Arbitrage : Hakim Ben El Hadj | Orange Vélodrome, Marseille Spectateurs : 938 Diffuseur : Téléfoot Arbitrage : Hakim Ben El Hadj |

| Journée 5                        | LOSC                                  | 2 - 0   | FC Nantes                  | | |
| Vendredi 25 septembre 2020 21:00 | Pallois 43e (csc) · Yılmaz 87e (pen.) | (1 - 0) |                            | Stade Pierre-Mauroy, Villeneuve-d'Ascq Spectateurs : 4 012 Diffuseur : Téléfoot Arbitrage : Willy Delajod | Stade Pierre-Mauroy, Villeneuve-d'Ascq Spectateurs : 4 012 Diffuseur : Téléfoot Arbitrage : Willy Delajod |
| Vendredi 25 septembre 2020 21:00 |                                       | Rapport | 85e Appiah · 90+4e Girotto | Stade Pierre-Mauroy, Villeneuve-d'Ascq Spectateurs : 4 012 Diffuseur : Téléfoot Arbitrage : Willy Delajod | Stade Pierre-Mauroy, Villeneuve-d'Ascq Spectateurs : 4 012 Diffuseur : Téléfoot Arbitrage : Willy Delajod |

| Journée 6                     | RC Strasbourg Alsace | 0 - 3   | LOSC                                          |                                                                                                   |                                                                                                   |
| Dimanche 4 octobre 2020 15:00 |                      | (0 - 1) | 21e Çelik · 53e Sanches · 68e Yılmaz ( Bamba) | Stade de la Meinau, Strasbourg Spectateurs : 4 998 Diffuseur : Téléfoot Arbitrage : Mikaël Lesage | Stade de la Meinau, Strasbourg Spectateurs : 4 998 Diffuseur : Téléfoot Arbitrage : Mikaël Lesage |
| Dimanche 4 octobre 2020 15:00 | Djiku 52e            | Rapport | 59e L. Araújo                                 | Stade de la Meinau, Strasbourg Spectateurs : 4 998 Diffuseur : Téléfoot Arbitrage : Mikaël Lesage | Stade de la Meinau, Strasbourg Spectateurs : 4 998 Diffuseur : Téléfoot Arbitrage : Mikaël Lesage |

| Journée 7                      | LOSC                                                              | 4 - 0   | RC Lens                                      | | |
| Dimanche 18 octobre 2020 21:00 | Yılmaz 11e · Bamba 47e · ( Bamba) Ikoné 69e · ( Bamba) Yazıcı 79e | (1 - 0) |                                              | Stade Pierre-Mauroy, Villeneuve-d'Ascq Spectateurs : 0 (huis-clos) Diffuseur : Téléfoot Arbitrage : François Letexier | Stade Pierre-Mauroy, Villeneuve-d'Ascq Spectateurs : 0 (huis-clos) Diffuseur : Téléfoot Arbitrage : François Letexier |
| Dimanche 18 octobre 2020 21:00 |                                                                   | Rapport | 18e Cahuzac · 30e, 57e Gradit · 75e Michelin | Stade Pierre-Mauroy, Villeneuve-d'Ascq Spectateurs : 0 (huis-clos) Diffuseur : Téléfoot Arbitrage : François Letexier | Stade Pierre-Mauroy, Villeneuve-d'Ascq Spectateurs : 0 (huis-clos) Diffuseur : Téléfoot Arbitrage : François Letexier |

| Journée 8                      | OGC Nice                      | 1 - 1   | LOSC                                                                          |                                                                                           |                                                                                           |
| Dimanche 25 octobre 2020 17:00 | ( Claude-Maurice) Dolberg 49e | (0 - 0) | 58e Yılmaz ( L. Araújo)                                                       | Allianz Riviera, Nice Spectateurs : 1 000 Diffuseur : Canal + Arbitrage : Frank Schneider | Allianz Riviera, Nice Spectateurs : 1 000 Diffuseur : Canal + Arbitrage : Frank Schneider |
| Dimanche 25 octobre 2020 17:00 | Lees-Melou 10e                | Rapport | 43e Botman · 64e L. Araújo · 75e Çelik · 78e Yılmaz · 84e Fonte · 89e Maignan | Allianz Riviera, Nice Spectateurs : 1 000 Diffuseur : Canal + Arbitrage : Frank Schneider | Allianz Riviera, Nice Spectateurs : 1 000 Diffuseur : Canal + Arbitrage : Frank Schneider |

| Journée 9                        | LOSC                                  | 1 - 1   | Olympique lyonnais                | | |
| Dimanche 1er novembre 2020 21:00 | ( Yılmaz) Bamba 23e                   | (1 - 1) | 41e (csc) Çelik                   | Stade Pierre-Mauroy, Villeneuve-d'Ascq Spectateurs : 0 (huis-clos) Diffuseur : Téléfoot Arbitrage : Mikaël Lesage | Stade Pierre-Mauroy, Villeneuve-d'Ascq Spectateurs : 0 (huis-clos) Diffuseur : Téléfoot Arbitrage : Mikaël Lesage |
| Dimanche 1er novembre 2020 21:00 | Fonte 28e · Yılmaz 41e · Soumaoro 89e | Rapport | 3e, 50e Marcelo · 33e Toko-Ekambi | Stade Pierre-Mauroy, Villeneuve-d'Ascq Spectateurs : 0 (huis-clos) Diffuseur : Téléfoot Arbitrage : Mikaël Lesage | Stade Pierre-Mauroy, Villeneuve-d'Ascq Spectateurs : 0 (huis-clos) Diffuseur : Téléfoot Arbitrage : Mikaël Lesage |

| Journée 10                     | Stade brestois 29                                                              | 3 - 2   | LOSC                                      | | |
| Dimanche 8 novembre 2020 13:00 | ( Perraud) Pierre-Gabriel 15e · ( Honorat) Perraud 19e · ( Mounié) Cardona 42e | (3 - 1) | 45+3e (pen.) 57e Yılmaz ( Yazıcı)         | Stade Francis-Le Blé, Brest Spectateurs : 0 (huis-clos) Diffuseur : Téléfoot Arbitrage : Florent Batta | Stade Francis-Le Blé, Brest Spectateurs : 0 (huis-clos) Diffuseur : Téléfoot Arbitrage : Florent Batta |
| Dimanche 8 novembre 2020 13:00 | Chardonnet 52e · Mounié 56e · Larsonneur 87e · Faussurier 90e                  | Rapport | 45+3e Yılmaz · 63e Reinildo · 90+4e Fonte | Stade Francis-Le Blé, Brest Spectateurs : 0 (huis-clos) Diffuseur : Téléfoot Arbitrage : Florent Batta | Stade Francis-Le Blé, Brest Spectateurs : 0 (huis-clos) Diffuseur : Téléfoot Arbitrage : Florent Batta |

| Journée 11                      | LOSC                                                                            | 4 - 0   | FC Lorient                             | | |
| Dimanche 22 novembre 2020 21:00 | ( Bamba, David) Yazıcı 29e 51e · ( Yazıcı) L. Araújo 57e · ( Lihadji) David 89e | (1 - 0) |                                        | Stade Pierre-Mauroy, Villeneuve-d'Ascq Spectateurs : 0 (huis-clos) Diffuseur : Téléfoot Arbitrage : Willy Delajod | Stade Pierre-Mauroy, Villeneuve-d'Ascq Spectateurs : 0 (huis-clos) Diffuseur : Téléfoot Arbitrage : Willy Delajod |
| Dimanche 22 novembre 2020 21:00 | Xeka 37e                                                                        | Rapport | 32e Wissa · 45+3e Mendes · 79e Lemoine | Stade Pierre-Mauroy, Villeneuve-d'Ascq Spectateurs : 0 (huis-clos) Diffuseur : Téléfoot Arbitrage : Willy Delajod | Stade Pierre-Mauroy, Villeneuve-d'Ascq Spectateurs : 0 (huis-clos) Diffuseur : Téléfoot Arbitrage : Willy Delajod |

| Journée 12                      | AS Saint-Étienne                                         | 1 - 1   | LOSC                | | |
| Dimanche 29 novembre 2020 21:00 | Khazri 33e (pen.)                                        | (1 - 0) | 65e Ikoné ( Yılmaz) | Stade Geoffroy-Guichard, Saint-Étienne Spectateurs : 0 (huis-clos) Diffuseur : Téléfoot Arbitrage : Benoît Bastien | Stade Geoffroy-Guichard, Saint-Étienne Spectateurs : 0 (huis-clos) Diffuseur : Téléfoot Arbitrage : Benoît Bastien |
| Dimanche 29 novembre 2020 21:00 | Neyou 16e · Camara 38e · Debuchy 52e · Kolodziejczak 67e | Rapport | 28e Bradarić        | Stade Geoffroy-Guichard, Saint-Étienne Spectateurs : 0 (huis-clos) Diffuseur : Téléfoot Arbitrage : Benoît Bastien | Stade Geoffroy-Guichard, Saint-Étienne Spectateurs : 0 (huis-clos) Diffuseur : Téléfoot Arbitrage : Benoît Bastien |

| Journée 13                     | LOSC                                      | 2 - 1   | AS Monaco                | | |
| Dimanche 6 décembre 2020 13:00 | ( Ikoné) David 53e · ( Yılmaz) Yazıcı 65e | (0 - 0) | 90e Pellegri ( Fàbregas) | Stade Pierre-Mauroy, Villeneuve-d'Ascq Spectateurs : 0 (huis-clos) Diffuseur : Téléfoot Arbitrage : Jérôme Brisard | Stade Pierre-Mauroy, Villeneuve-d'Ascq Spectateurs : 0 (huis-clos) Diffuseur : Téléfoot Arbitrage : Jérôme Brisard |
| Dimanche 6 décembre 2020 13:00 | Djaló 64e · Weah 90+3e · Soumaré 90+3e    | Rapport |                          | Stade Pierre-Mauroy, Villeneuve-d'Ascq Spectateurs : 0 (huis-clos) Diffuseur : Téléfoot Arbitrage : Jérôme Brisard | Stade Pierre-Mauroy, Villeneuve-d'Ascq Spectateurs : 0 (huis-clos) Diffuseur : Téléfoot Arbitrage : Jérôme Brisard |

| Journée 14                      | LOSC                                    | 2 - 1   | Girondins de Bordeaux        | | |
| Dimanche 13 décembre 2020 17:00 | ( Ikoné) Bamba 17e · ( Bamba) Fonte 45e | (2 - 1) | 29e Bašić ( Ben Arfa)        | Stade Pierre-Mauroy, Villeneuve-d'Ascq Spectateurs : 0 (huis-clos) Diffuseur : Canal+, Téléfoot Arbitrage : Éric Wattellier | Stade Pierre-Mauroy, Villeneuve-d'Ascq Spectateurs : 0 (huis-clos) Diffuseur : Canal+, Téléfoot Arbitrage : Éric Wattellier |
| Dimanche 13 décembre 2020 17:00 |                                         | Rapport | 24e de Préville · 88e Baysse | Stade Pierre-Mauroy, Villeneuve-d'Ascq Spectateurs : 0 (huis-clos) Diffuseur : Canal+, Téléfoot Arbitrage : Éric Wattellier | Stade Pierre-Mauroy, Villeneuve-d'Ascq Spectateurs : 0 (huis-clos) Diffuseur : Canal+, Téléfoot Arbitrage : Éric Wattellier |

| Journée 15                      | Dijon FCO | 0 - 2   | LOSC                             | | |
| Mercredi 16 décembre 2020 19:00 |           | (0 - 1) | 19e Yazıcı ( Çelik) · 90+3e Weah | Stade Gaston-Gérard, Dijon Spectateurs : 0 (huis-clos) Diffuseur : Téléfoot Arbitrage : Hakim Ben El Hadj | Stade Gaston-Gérard, Dijon Spectateurs : 0 (huis-clos) Diffuseur : Téléfoot Arbitrage : Hakim Ben El Hadj |
| Mercredi 16 décembre 2020 19:00 | Rapport   |         |                                  | Stade Gaston-Gérard, Dijon Spectateurs : 0 (huis-clos) Diffuseur : Téléfoot Arbitrage : Hakim Ben El Hadj | Stade Gaston-Gérard, Dijon Spectateurs : 0 (huis-clos) Diffuseur : Téléfoot Arbitrage : Hakim Ben El Hadj |

| Journée 16                      | LOSC | 0 - 0   | Paris Saint-Germain      | | |
| Dimanche 20 décembre 2020 21:00 |      | (0 - 0) |                          | Stade Pierre-Mauroy, Villeneuve-d'Ascq Spectateurs : 0 (huis-clos) Diffuseur : Téléfoot Arbitrage : François Letexier | Stade Pierre-Mauroy, Villeneuve-d'Ascq Spectateurs : 0 (huis-clos) Diffuseur : Téléfoot Arbitrage : François Letexier |
| Dimanche 20 décembre 2020 21:00 |      | Rapport | 6e Kehrer · 19e Kimpenbe | Stade Pierre-Mauroy, Villeneuve-d'Ascq Spectateurs : 0 (huis-clos) Diffuseur : Téléfoot Arbitrage : François Letexier | Stade Pierre-Mauroy, Villeneuve-d'Ascq Spectateurs : 0 (huis-clos) Diffuseur : Téléfoot Arbitrage : François Letexier |

| Journée 17                      | Montpellier HSC                     | 2 - 3   | LOSC                                                       | | |
| Mercredi 23 décembre 2020 21:00 | Laborde 57e · ( Sambia) Delort 70e  | (0 - 1) | 23e Weah ( Xeka) · 68e (pen.) Ikoné · 86e Yılmaz ( Yazıcı) | Stade de la Mosson, Montpellier Spectateurs : 0 (huis-clos) Diffuseur : Canal+ Sport Arbitrage : Clément Turpin | Stade de la Mosson, Montpellier Spectateurs : 0 (huis-clos) Diffuseur : Canal+ Sport Arbitrage : Clément Turpin |
| Mercredi 23 décembre 2020 21:00 | Sambia 50e · Ristić 66e · Ferri 87e | Rapport | 17e André · 77e Xeka                                       | Stade de la Mosson, Montpellier Spectateurs : 0 (huis-clos) Diffuseur : Canal+ Sport Arbitrage : Clément Turpin | Stade de la Mosson, Montpellier Spectateurs : 0 (huis-clos) Diffuseur : Canal+ Sport Arbitrage : Clément Turpin |

| Journée 18                    | LOSC                               | 1 - 2   | Angers SCO               | | |
| Mercredi 6 janvier 2021 21:00 | ( Bamba) Yılmaz 42e                | (1 - 2) | 5e 10e Thomas ( Mangani) | Stade Pierre-Mauroy, Villeneuve-d'Ascq Spectateurs : 0 (huis-clos) Diffuseur : Téléfoot Arbitrage : Thomas Léonard | Stade Pierre-Mauroy, Villeneuve-d'Ascq Spectateurs : 0 (huis-clos) Diffuseur : Téléfoot Arbitrage : Thomas Léonard |
| Mercredi 6 janvier 2021 21:00 | Fonte 66e · André 68e · Yılmaz 83e | Rapport | 90e A.Bamba              | Stade Pierre-Mauroy, Villeneuve-d'Ascq Spectateurs : 0 (huis-clos) Diffuseur : Téléfoot Arbitrage : Thomas Léonard | Stade Pierre-Mauroy, Villeneuve-d'Ascq Spectateurs : 0 (huis-clos) Diffuseur : Téléfoot Arbitrage : Thomas Léonard |

| Journée 19                  | Nîmes Olympique | 0 - 1   | LOSC                                  | | |
| Samedi 9 janvier 2021 21:00 |                 | (0 - 1) | 29e Yılmaz                            | Stade des Costières, Nîmes Spectateurs : 0 (huis-clos) Diffuseur : Canal+ Sport Arbitrage : Jérôme Brisard | Stade des Costières, Nîmes Spectateurs : 0 (huis-clos) Diffuseur : Canal+ Sport Arbitrage : Jérôme Brisard |
| Samedi 9 janvier 2021 21:00 |                 | Rapport | 19e Bradarić · 34e Soumaré · 90e Xeka | Stade des Costières, Nîmes Spectateurs : 0 (huis-clos) Diffuseur : Canal+ Sport Arbitrage : Jérôme Brisard | Stade des Costières, Nîmes Spectateurs : 0 (huis-clos) Diffuseur : Canal+ Sport Arbitrage : Jérôme Brisard |

#### Retour
| Journée 20                     | LOSC                        | 2 - 1   | Stade de Reims      | | |
| Dimanche 17 janvier 2021 17:00 | Bamba 48e · David 90+1e     | (0 - 1) | 36e Zeneli ( Konan) | Stade Pierre-Mauroy, Villeneuve-d'Ascq Spectateurs : 0 (huis-clos) Diffuseur : Canal+ et Téléfoot Arbitrage : Benoît Millot | Stade Pierre-Mauroy, Villeneuve-d'Ascq Spectateurs : 0 (huis-clos) Diffuseur : Canal+ et Téléfoot Arbitrage : Benoît Millot |
| Dimanche 17 janvier 2021 17:00 | Djaló 85e · L. Araújo 90+4e | Rapport | 31e Cassamá         | Stade Pierre-Mauroy, Villeneuve-d'Ascq Spectateurs : 0 (huis-clos) Diffuseur : Canal+ et Téléfoot Arbitrage : Benoît Millot | Stade Pierre-Mauroy, Villeneuve-d'Ascq Spectateurs : 0 (huis-clos) Diffuseur : Canal+ et Téléfoot Arbitrage : Benoît Millot |

| Journée 21                     | Stade rennais FC         | 0 - 1   | LOSC                    |                                                                                                 |                                                                                                 |
| Dimanche 24 janvier 2021 17:00 |                          | (0 - 1) | 16e David               | Roazhon Park, Rennes Spectateurs : 0 (huis-clos) Diffuseur : Canal+ Arbitrage : Éric Wattellier | Roazhon Park, Rennes Spectateurs : 0 (huis-clos) Diffuseur : Canal+ Arbitrage : Éric Wattellier |
| Dimanche 24 janvier 2021 17:00 | Nzonzi 22e · Grenier 40e | Rapport | 34e Çelik · 90+2e André | Roazhon Park, Rennes Spectateurs : 0 (huis-clos) Diffuseur : Canal+ Arbitrage : Éric Wattellier | Roazhon Park, Rennes Spectateurs : 0 (huis-clos) Diffuseur : Canal+ Arbitrage : Éric Wattellier |

| Journée 22                     | LOSC                  | 1 - 0   | Dijon FCO                  | | |
| Dimanche 31 janvier 2021 17:00 | Yazıcı 29e            | (1 - 0) |                            | Stade Pierre-Mauroy, Villeneuve-d'Ascq Spectateurs : 0 (huis-clos) Diffuseur : Canal+ Arbitrage : Jérémie Pignard | Stade Pierre-Mauroy, Villeneuve-d'Ascq Spectateurs : 0 (huis-clos) Diffuseur : Canal+ Arbitrage : Jérémie Pignard |
| Dimanche 31 janvier 2021 17:00 | Botman 13e · Xeka 82e | Rapport | 75e Muzinga · 90+3e Chafik | Stade Pierre-Mauroy, Villeneuve-d'Ascq Spectateurs : 0 (huis-clos) Diffuseur : Canal+ Arbitrage : Jérémie Pignard | Stade Pierre-Mauroy, Villeneuve-d'Ascq Spectateurs : 0 (huis-clos) Diffuseur : Canal+ Arbitrage : Jérémie Pignard |

| Journée 23                    | Girondins de Bordeaux | 0 - 3   | LOSC                                                            | | |
| Mercredi 3 février 2021 19:00 |                       | (0 - 0) | 54e Yazıcı ( Bamba) · 66e Weah ( L.Araújo) · 89e David ( Ikoné) | Matmut Atlantique, Bordeaux Spectateurs : 0 (huis-clos) Diffuseur : Téléfoot Arbitrage : Mikaël Lesage | Matmut Atlantique, Bordeaux Spectateurs : 0 (huis-clos) Diffuseur : Téléfoot Arbitrage : Mikaël Lesage |
| Mercredi 3 février 2021 19:00 | Ben Arfa 63e          | Rapport | 45+1e Xeka · 69e Sanches                                        | Matmut Atlantique, Bordeaux Spectateurs : 0 (huis-clos) Diffuseur : Téléfoot Arbitrage : Mikaël Lesage | Matmut Atlantique, Bordeaux Spectateurs : 0 (huis-clos) Diffuseur : Téléfoot Arbitrage : Mikaël Lesage |

| Journée 24                    | FC Nantes                          | 0 - 2   | LOSC                    | | |
| Dimanche 7 février 2021 17:00 |                                    | (0 - 1) | 9e 83e David ( Sanches) | Stade de la Beaujoire, Nantes Spectateurs : 0 (huis-clos) Diffuseur : Canal+ Arbitrage : Stéphanie Frappart | Stade de la Beaujoire, Nantes Spectateurs : 0 (huis-clos) Diffuseur : Canal+ Arbitrage : Stéphanie Frappart |
| Dimanche 7 février 2021 17:00 | Coco 29e · Corchia 31e · Louza 32e | Rapport |                         | Stade de la Beaujoire, Nantes Spectateurs : 0 (huis-clos) Diffuseur : Canal+ Arbitrage : Stéphanie Frappart | Stade de la Beaujoire, Nantes Spectateurs : 0 (huis-clos) Diffuseur : Canal+ Arbitrage : Stéphanie Frappart |

| Journée 25                     | LOSC                  | 0 - 0   | Stade brestois 29 | | |
| Dimanche 14 février 2021 17:00 |                       | (0 - 0) |                   | Stade Pierre-Mauroy, Villeneuve-d'Ascq Spectateurs : 0 (huis-clos) Diffuseur : Canal+ Sport Arbitrage : Bastien Dechépy | Stade Pierre-Mauroy, Villeneuve-d'Ascq Spectateurs : 0 (huis-clos) Diffuseur : Canal+ Sport Arbitrage : Bastien Dechépy |
| Dimanche 14 février 2021 17:00 | Çelik 44e · Bamba 75e | Rapport | 7e Belkebla       | Stade Pierre-Mauroy, Villeneuve-d'Ascq Spectateurs : 0 (huis-clos) Diffuseur : Canal+ Sport Arbitrage : Bastien Dechépy | Stade Pierre-Mauroy, Villeneuve-d'Ascq Spectateurs : 0 (huis-clos) Diffuseur : Canal+ Sport Arbitrage : Bastien Dechépy |

| Journée 26                     | FC Lorient                   | 1 - 4   | LOSC                                                                   | | |
| Dimanche 21 février 2021 17:00 | ( Moffi) Hergault 23e        | (1 - 2) | 21e (csc) Gravillon · 38e Fonte · 59e Ikoné · 90+1e Bradarić ( Yazıcı) | Stade du Moustoir, Lorient Spectateurs : 0 (huis-clos) Diffuseur : Canal+ Sport Arbitrage : Johan Hamel | Stade du Moustoir, Lorient Spectateurs : 0 (huis-clos) Diffuseur : Canal+ Sport Arbitrage : Johan Hamel |
| Dimanche 21 février 2021 17:00 | Lemoine 61e · Monconduit 70e | Rapport |                                                                        | Stade du Moustoir, Lorient Spectateurs : 0 (huis-clos) Diffuseur : Canal+ Sport Arbitrage : Johan Hamel | Stade du Moustoir, Lorient Spectateurs : 0 (huis-clos) Diffuseur : Canal+ Sport Arbitrage : Johan Hamel |

| Journée 27                     | LOSC               | 1 - 1   | RC Strasbourg Alsace      | | |
| Dimanche 28 février 2021 17:00 | ( André) Fonte 86e | (0 - 1) | 36e Ajorque ( Guilbert)   | Stade Pierre-Mauroy, Villeneuve-d'Ascq Spectateurs : 0 (huis-clos) Diffuseur : Canal+ Sport Arbitrage : Jérôme Brisard | Stade Pierre-Mauroy, Villeneuve-d'Ascq Spectateurs : 0 (huis-clos) Diffuseur : Canal+ Sport Arbitrage : Jérôme Brisard |
| Dimanche 28 février 2021 17:00 |                    | Rapport | 44e Guilbert · 90e Aholou | Stade Pierre-Mauroy, Villeneuve-d'Ascq Spectateurs : 0 (huis-clos) Diffuseur : Canal+ Sport Arbitrage : Jérôme Brisard | Stade Pierre-Mauroy, Villeneuve-d'Ascq Spectateurs : 0 (huis-clos) Diffuseur : Canal+ Sport Arbitrage : Jérôme Brisard |

| Journée 28                 | LOSC                     | 2 - 0   | Olympique de Marseille | | |
| Mercredi 3 mars 2021 21:00 | ( Ikoné) David 90e 90+2e | (0 - 0) |                        | Stade Pierre-Mauroy, Villeneuve-d'Ascq Spectateurs : 0 (huis-clos) Diffuseur : Canal+ Sport Arbitrage : Clément Turpin | Stade Pierre-Mauroy, Villeneuve-d'Ascq Spectateurs : 0 (huis-clos) Diffuseur : Canal+ Sport Arbitrage : Clément Turpin |
| Mercredi 3 mars 2021 21:00 |                          | Rapport | 90+2e Gueye            | Stade Pierre-Mauroy, Villeneuve-d'Ascq Spectateurs : 0 (huis-clos) Diffuseur : Canal+ Sport Arbitrage : Clément Turpin | Stade Pierre-Mauroy, Villeneuve-d'Ascq Spectateurs : 0 (huis-clos) Diffuseur : Canal+ Sport Arbitrage : Clément Turpin |

| Journée 29                  | AS Monaco                                | 0 - 0   | LOSC                                   | | |
| Dimanche 14 mars 2021 17:05 |                                          | (0 - 0) |                                        | Stade Louis-II, Monaco Spectateurs : 0 (huis-clos) Diffuseur : Canal+ Sport Arbitrage : Stéphanie Frappart | Stade Louis-II, Monaco Spectateurs : 0 (huis-clos) Diffuseur : Canal+ Sport Arbitrage : Stéphanie Frappart |
| Dimanche 14 mars 2021 17:05 | Tchouameni 16e · Disasi 51e · Sidibé 82e | Rapport | 35e Sanches · 83e André · 83e L.Araújo | Stade Louis-II, Monaco Spectateurs : 0 (huis-clos) Diffuseur : Canal+ Sport Arbitrage : Stéphanie Frappart | Stade Louis-II, Monaco Spectateurs : 0 (huis-clos) Diffuseur : Canal+ Sport Arbitrage : Stéphanie Frappart |

| Journée 30                | LOSC                    | 1 - 2   | Nîmes Olympique                             | | |
| Samedi 20 mars 2021 17:05 | ( Bamba) Xeka 20e       | (1 - 2) | 12e Koné ( Eliasson) · 45e Ripart ( Ferhat) | Stade Pierre-Mauroy, Villeneuve-d'Ascq Spectateurs : 0 (huis-clos) Diffuseur : Canal+ Sport Arbitrage : Frank Schneider | Stade Pierre-Mauroy, Villeneuve-d'Ascq Spectateurs : 0 (huis-clos) Diffuseur : Canal+ Sport Arbitrage : Frank Schneider |
| Samedi 20 mars 2021 17:05 | Bamba 53e · Soumaré 80e | Rapport |                                             | Stade Pierre-Mauroy, Villeneuve-d'Ascq Spectateurs : 0 (huis-clos) Diffuseur : Canal+ Sport Arbitrage : Frank Schneider | Stade Pierre-Mauroy, Villeneuve-d'Ascq Spectateurs : 0 (huis-clos) Diffuseur : Canal+ Sport Arbitrage : Frank Schneider |

| Journée 31                | Paris Saint-Germain                                                 | 0 - 1   | LOSC                                    | | |
| Samedi 3 avril 2021 17:00 |                                                                     | (0 - 1) | 20e David ( Ikoné)                      | Parc des Princes, Paris Spectateurs : 0 (huis-clos) Diffuseur : Canal + Arbitrage : Benoît Bastien | Parc des Princes, Paris Spectateurs : 0 (huis-clos) Diffuseur : Canal + Arbitrage : Benoît Bastien |
| Samedi 3 avril 2021 17:00 | Paredes 17e · Gueye 19e · Neymar 48e, 90e · Diallo 57e · Mbappé 87e | Rapport | 4e Fonte · 36e, 90+1e Djaló · 87e André | Parc des Princes, Paris Spectateurs : 0 (huis-clos) Diffuseur : Canal + Arbitrage : Benoît Bastien | Parc des Princes, Paris Spectateurs : 0 (huis-clos) Diffuseur : Canal + Arbitrage : Benoît Bastien |

| Journée 32                  | FC Metz                | 0 - 2   | LOSC                                          | | |
| Vendredi 9 avril 2021 21:00 |                        | (0 - 0) | 60e Yilmaz ( Sanches) · 89e Çelik ( Bradarić) | Stade Saint-Symphorien, Metz Spectateurs : 0 (huis-clos) Diffuseur : Canal+ Sport Arbitrage : Clément Turpin | Stade Saint-Symphorien, Metz Spectateurs : 0 (huis-clos) Diffuseur : Canal+ Sport Arbitrage : Clément Turpin |
| Vendredi 9 avril 2021 21:00 | Kouyaté 65e · Sarr 76e | Rapport | 16e Fonte · 45+3e Yilmaz                      | Stade Saint-Symphorien, Metz Spectateurs : 0 (huis-clos) Diffuseur : Canal+ Sport Arbitrage : Clément Turpin | Stade Saint-Symphorien, Metz Spectateurs : 0 (huis-clos) Diffuseur : Canal+ Sport Arbitrage : Clément Turpin |

| Journée 33                   | LOSC                                 | 1 - 1   | Montpellier HSC       | | |
| Vendredi 16 avril 2021 21h00 | ( Çelik) L.Araújo 85e                | (0 - 1) | 21e Delort ( Laborde) | Stade Pierre-Mauroy, Villeneuve-d'Ascq Spectateurs : 0 (huis-clos) Diffuseur : Canal + Arbitrage : Benoît Millot | Stade Pierre-Mauroy, Villeneuve-d'Ascq Spectateurs : 0 (huis-clos) Diffuseur : Canal + Arbitrage : Benoît Millot |
| Vendredi 16 avril 2021 21h00 | André 30e · Çelik 43e · Reinildo 81e | Rapport | 14e Mollet            | Stade Pierre-Mauroy, Villeneuve-d'Ascq Spectateurs : 0 (huis-clos) Diffuseur : Canal + Arbitrage : Benoît Millot | Stade Pierre-Mauroy, Villeneuve-d'Ascq Spectateurs : 0 (huis-clos) Diffuseur : Canal + Arbitrage : Benoît Millot |

| Journée 34                   | Olympique lyonnais                       | 2 - 3   | LOSC                                   | | |
| Dimanche 25 avril 2021 21h00 | ( Caqueret Slimani 20e · Fonte 35e (csc) | (2 - 1) | 45+1e 85e Yılmaz · 60e David ( Yılmaz) | Groupama Stadium, Décines-Charpieu Spectateurs : 0 (huis-clos) Diffuseur : Canal + Arbitrage : François Letexier | Groupama Stadium, Décines-Charpieu Spectateurs : 0 (huis-clos) Diffuseur : Canal + Arbitrage : François Letexier |
| Dimanche 25 avril 2021 21h00 |                                          | Rapport | 43e André · 86e Yılmaz                 | Groupama Stadium, Décines-Charpieu Spectateurs : 0 (huis-clos) Diffuseur : Canal + Arbitrage : François Letexier | Groupama Stadium, Décines-Charpieu Spectateurs : 0 (huis-clos) Diffuseur : Canal + Arbitrage : François Letexier |

| Journée 35                | LOSC                            | 2 - 0   | OGC Nice                              | | |
| Samedi 1er mai 2021 21:00 | ( David) Yılmaz 13e · Çelik 55e | (1 - 0) |                                       | Stade Pierre-Mauroy, Villeneuve-d'Ascq Spectateurs : 0 (huis-clos) Diffuseur : Canal + Arbitrage : Amaury Delerue | Stade Pierre-Mauroy, Villeneuve-d'Ascq Spectateurs : 0 (huis-clos) Diffuseur : Canal + Arbitrage : Amaury Delerue |
| Samedi 1er mai 2021 21:00 | Çelik 13e · Xeka 87e            | Rapport | 27e Claude-Maurice · 34e, 48e Lotomba | Stade Pierre-Mauroy, Villeneuve-d'Ascq Spectateurs : 0 (huis-clos) Diffuseur : Canal + Arbitrage : Amaury Delerue | Stade Pierre-Mauroy, Villeneuve-d'Ascq Spectateurs : 0 (huis-clos) Diffuseur : Canal + Arbitrage : Amaury Delerue |

| Journée 36                | RC Lens                        | 0 - 3   | LOSC                                        | | |
| Vendredi 7 mai 2021 21:00 |                                | (0 - 2) | 4e (pen.) 40e Yılmaz ( Soumaré) · 60e David | Stade Bollaert-Delelis, Lens Spectateurs : 0 (huis-clos) Diffuseur : Canal + Arbitrage : Clément Turpin | Stade Bollaert-Delelis, Lens Spectateurs : 0 (huis-clos) Diffuseur : Canal + Arbitrage : Clément Turpin |
| Vendredi 7 mai 2021 21:00 | Michelin 29e, 35e · 67e Fortes | Rapport | 39e L. Araújo · 65e Fonte                   | Stade Bollaert-Delelis, Lens Spectateurs : 0 (huis-clos) Diffuseur : Canal + Arbitrage : Clément Turpin | Stade Bollaert-Delelis, Lens Spectateurs : 0 (huis-clos) Diffuseur : Canal + Arbitrage : Clément Turpin |

| Journée 37                 | LOSC      | 0 - 0   | AS Saint-Étienne       | | |
| Dimanche 16 mai 2021 21:00 |           | (0 - 0) |                        | Stade Pierre-Mauroy, Villeneuve-d'Ascq Spectateurs : 0 (huis-clos) Diffuseur : Canal + (Multiplex) et Canal+ Sport Arbitrage : Jérôme Brisard | Stade Pierre-Mauroy, Villeneuve-d'Ascq Spectateurs : 0 (huis-clos) Diffuseur : Canal + (Multiplex) et Canal+ Sport Arbitrage : Jérôme Brisard |
| Dimanche 16 mai 2021 21:00 | André 26e | Rapport | 21e Neyou · 47e Khazri | Stade Pierre-Mauroy, Villeneuve-d'Ascq Spectateurs : 0 (huis-clos) Diffuseur : Canal + (Multiplex) et Canal+ Sport Arbitrage : Jérôme Brisard | Stade Pierre-Mauroy, Villeneuve-d'Ascq Spectateurs : 0 (huis-clos) Diffuseur : Canal + (Multiplex) et Canal+ Sport Arbitrage : Jérôme Brisard |

| Journée 38                 | Angers SCO    | 1 - 2   | LOSC                                       | | |
| Dimanche 23 mai 2021 21:00 | Fulgini 90+1e | (0 - 2) | 10e David ( Sanches) · 45+1e (pen.) Yılmaz | Stade Raymond-Kopa, Angers Spectateurs : 0 (huis-clos) Diffuseur : Canal + (Multiplex) et Canal+ Sport Arbitrage : Benoît Bastien | Stade Raymond-Kopa, Angers Spectateurs : 0 (huis-clos) Diffuseur : Canal + (Multiplex) et Canal+ Sport Arbitrage : Benoît Bastien |
| Dimanche 23 mai 2021 21:00 |               | Rapport | 75e Sanches · 78e Çelik                    | Stade Raymond-Kopa, Angers Spectateurs : 0 (huis-clos) Diffuseur : Canal + (Multiplex) et Canal+ Sport Arbitrage : Benoît Bastien | Stade Raymond-Kopa, Angers Spectateurs : 0 (huis-clos) Diffuseur : Canal + (Multiplex) et Canal+ Sport Arbitrage : Benoît Bastien |

#### Classement
| Rang | Équipe                    | Pts | J  | G  | N  | P  | Bp | Bc | Diff | Qualification ou relégation                                                     |
| ---- | ------------------------- | --- | -- | -- | -- | -- | -- | -- | ---- | ------------------------------------------------------------------------------- |
| 1    | LOSC Lille                | 83  | 38 | 24 | 11 | 3  | 64 | 23 | +41  | Qualification pour la phase de groupes de la Ligue des champions                |
| 2    | Paris Saint-Germain T S C | 82  | 38 | 26 | 4  | 8  | 86 | 28 | +58  | Qualification pour la phase de groupes de la Ligue des champions                |
| 3    | AS Monaco                 | 78  | 38 | 24 | 6  | 8  | 76 | 42 | +34  | Qualification pour le troisième tour de qualification de la Ligue des champions |
| 4    | Olympique lyonnais        | 76  | 38 | 22 | 10 | 6  | 81 | 43 | +38  | Qualification pour la phase de groupes de la Ligue Europa                       |
| 5    | Olympique de Marseille    | 60  | 38 | 16 | 12 | 10 | 54 | 47 | +7   | Qualification pour la phase de groupes de la Ligue Europa                       |

#### Évolution du classement et des résultats
| Journée  | 1 | 2 | 3 | 4 | 5 | 6 | 7 | 8 | 9 | 10 | 11 | 12 | 13 | 14 | 15 | 16 | 17 | 18 | 19 | 20 | 21 | 22 | 23 | 24 | 25 | 26 | 27 | 28 | 29 | 30 | 31 | 32 | 33 | 34 | 35 | 36 | 37 | 38 | Journées en tête | Journées sur le podium |
| -------- | - | - | - | - | - | - | - | - | - | -- | -- | -- | -- | -- | -- | -- | -- | -- | -- | -- | -- | -- | -- | -- | -- | -- | -- | -- | -- | -- | -- | -- | -- | -- | -- | -- | -- | -- | ---------------- | ---------------------- |
| Rang     | 6 | 5 | 3 | 5 | 2 | 2 | 1 | 2 | 2 | 2  | 2  | 2  | 2  | 1  | 1  | 1  | 2  | 3  | 3  | 2  | 2  | 1  | 1  | 1  | 1  | 1  | 1  | 1  | 1  | 2  | 1  | 1  | 1  | 1  | 1  | 1  | 1  | 1  | 20               | 35                     |
| Résultat | N | G | G | N | G | G | G | N | N | P  | G  | N  | G  | G  | G  | N  | G  | P  | G  | G  | G  | G  | G  | G  | N  | G  | N  | G  | N  | P  | G  | G  | N  | G  | G  | G  | N  | G  | —                | —                      |

### Ligue Europa
La Ligue Europa 2020-2021 est la 50e édition de la Ligue Europa, la seconde plus prestigieuse des compétitions européennes inter-clubs. Elle est divisée en deux phases, une phase de groupes, qui consiste en douze mini-championnats de quatre équipes par groupe, les deux premières poursuivant la compétition. Le Séville FC remet en jeu son titre de l'année précédente obtenu face à l'Inter Milan. Le club espagnol détient le record de victoires, au nombre de six, dans cette compétition.

#### Phase de groupes
| Rang | Équipe        | Pts | J | G | N | P | Bp | Bc | Diff |  | Résultats (▼ dom., ► ext.) |     |     |     |     |
| ---- | ------------- | --- | - | - | - | - | -- | -- | ---- |  | -------------------------- | --- | --- | --- | --- |
| 1    | AC Milan      | 13  | 6 | 4 | 1 | 1 | 12 | 7  | +5   |  | AC Milan                   |     | 0-3 | 3-0 | 4-2 |
| 2    | LOSC Lille    | 11  | 6 | 3 | 2 | 1 | 14 | 8  | +6   |  | LOSC Lille                 | 1-1 |     | 2-1 | 2-2 |
| 3    | Sparta Prague | 6   | 6 | 2 | 0 | 4 | 10 | 12 | -2   |  | Sparta Prague              | 0-1 | 1-4 |     | 4-1 |
| 4    | Celtic FC     | 4   | 6 | 1 | 1 | 4 | 10 | 19 | -9   |  | Celtic FC                  | 1-3 | 3-2 | 1-4 |     |

#### Phase finale
| 16e de finale aller         | LOSC                                               | 1 - 2   | Ajax Amsterdam                             | | |
| Jeudi 18 février 2021 21:00 | Weah 72e                                           | (0 - 0) | 87e (pen.) Tadić · 89e Brobbey ( Klaassen) | Stade Pierre-Mauroy, Villeneuve-d'Ascq Spectateurs : 0 (huis-clos) Diffuseur : RMC Story Arbitrage : Ivan Kružliak | Stade Pierre-Mauroy, Villeneuve-d'Ascq Spectateurs : 0 (huis-clos) Diffuseur : RMC Story Arbitrage : Ivan Kružliak |
| Jeudi 18 février 2021 21:00 | Çelik 17e · Yazıcı 40e · Maignan 87e · Sanches 90e | Rapport | 12e Álvarez · 66e Blind · 77e Rensch       | Stade Pierre-Mauroy, Villeneuve-d'Ascq Spectateurs : 0 (huis-clos) Diffuseur : RMC Story Arbitrage : Ivan Kružliak | Stade Pierre-Mauroy, Villeneuve-d'Ascq Spectateurs : 0 (huis-clos) Diffuseur : RMC Story Arbitrage : Ivan Kružliak |

| 16e de finale retour        | Ajax Amsterdam                               | 2 - 1   | LOSC                                  | | |
| Jeudi 25 février 2021 18:55 | ( Tadić) Klaassen 15e · ( Brobbey) Neres 88e | (1 - 0) | 78e (pen.) Yazıcı                     | Johan Cruyff ArenA, Amsterdam Pays-Bas Spectateurs : 0 (huis-clos) Diffuseur : RMC Story Arbitrage : William Collum | Johan Cruyff ArenA, Amsterdam Pays-Bas Spectateurs : 0 (huis-clos) Diffuseur : RMC Story Arbitrage : William Collum |
| Jeudi 25 février 2021 18:55 | Timber 63e · Neres 85e                       | Rapport | 15e Maignan · 59e Djaló · 65e Sanches | Johan Cruyff ArenA, Amsterdam Pays-Bas Spectateurs : 0 (huis-clos) Diffuseur : RMC Story Arbitrage : William Collum | Johan Cruyff ArenA, Amsterdam Pays-Bas Spectateurs : 0 (huis-clos) Diffuseur : RMC Story Arbitrage : William Collum |

### Coupe de France
La coupe de France 2020-2021 est la 104e édition de la coupe de France, une compétition à élimination directe mettant aux prises tous les clubs de football amateurs et professionnels à travers la France métropolitaine et les DOM-TOM. Elle est organisée par la FFF et ses ligues régionales. Lors de cette édition 2021, le Paris Saint-Germain remet en jeu son titre de l'année dernière obtenu face à l'AS Saint-Étienne. Par ailleurs, la formation parisienne détient le record de victoires dans cette compétition, au nombre de treize. Le LOSC est éliminée de la Coupe de France en 8ème de finale par le Paris-Saint-Germain sur le score de 3 buts à 0.

## Joueurs

### Effectif professionnel
Le premier tableau liste l'effectif professionnel du LOSC pour la saison 2020-2021. Le second recense les prêts effectués par le club lors de cette même saison.
En grisé, les sélections de joueurs internationaux chez les jeunes mais n'ayant jamais été appelés aux échelons supérieur une fois l'âge limite dépassé.

## Statistiques

### Statistiques collectives
| Compétition     | Débute au tour   | Termine         | Matches joués | Gagnés | Nuls | Perdus | Buts pour | Buts contre | Différence |
| --------------- | ---------------- | --------------- | ------------- | ------ | ---- | ------ | --------- | ----------- | ---------- |
| Ligue 1         | -                | Vainqueur       | 38            | 24     | 11   | 3      | 64        | 23          | +41        |
| Ligue Europa    | Phase de groupes | 1/16e de finale | 8             | 3      | 2    | 3      | 16        | 12          | +4         |
| Coupe de France | 1/32e de finale  | 1/8e de finale  | 3             | 2      | 0    | 1      | 4         | 4           | 0          |
| Total           | -                | -               | 49            | 29     | 13   | 7      | 84        | 39          | +45        |

### Statistiques individuelles

#### Statistiques buteurs
| Place | Nom              | Ligue 1 | Ligue Europa | Coupe de France | TOTAL des buts |
| 1     | Burak Yılmaz     | 16      | 2            |                 | 18 buts        |
| 2     | Yusuf Yazıcı     | 7       | 7            |                 | 14 buts        |
| 3     | Jonathan David   | 13      |              |                 | 13 buts        |
| 4     | Jonathan Bamba   | 6       | 1            |                 | 7 buts         |
| 4     | Jonathan Ikoné   | 4       | 3            |                 | 7 buts         |
| 6     | Timothy Weah     | 3       | 2            |                 | 5 buts         |
| 7     | Luiz Araújo      | 4       |              |                 | 4 buts         |
| 7     | Zeki Çelik       | 3       | 1            |                 | 4 buts         |
| 9     | José Fonte       | 3       |              |                 | 3 buts         |
| 10    | Xeka             | 1       |              | 1               | 2 buts         |
| 11    | Renato Sanches   | 1       |              |                 | 1 but          |
| 11    | Domagoj Bradarić | 1       |              |                 | 1 but          |
| 11    | Aguibou Camara   |         |              | 1               | 1 but          |
| Total | 13 buteurs       | 62 buts | 16 buts      | 2 buts          | 80 buts        |

#### Statistiques passeurs
| Place | Nom               | Ligue 1   | Ligue Europa | Coupe de France | TOTAL des passes |
| 1     | Jonathan Bamba    | 9         |              |                 | 9 passes         |
| 2     | Jonathan Ikoné    | 5         | 2            |                 | 7 passes         |
| 3     | Burak Yılmaz      | 5         |              |                 | 5 passes         |
| 3     | Yusuf Yazıcı      | 4         | 1            |                 | 5 passes         |
| 5     | Renato Sanches    | 3         |              | 1               | 4 passes         |
| 5     | Jonathan David    | 2         | 2            |                 | 4 passes         |
| 7     | Domagoj Bradarić  | 2         | 1            |                 | 3 passes         |
| 8     | Luiz Araújo       | 2         |              |                 | 2 passes         |
| 8     | Xeka              | 2         |              |                 | 2 passes         |
| 8     | Zeki Çelik        | 2         |              |                 | 2 passes         |
| 8     | Boubakary Soumaré | 1         | 1            |                 | 2 passes         |
| 12    | Benjamin André    | 1         |              |                 | 1 passe          |
| 12    | Isaac Lihadji     | 1         |              |                 | 1 passe          |
| 12    | Sven Botman       |           | 1            |                 | 1 passe          |
| 12    | Adama Soumaoro    |           | 1            |                 | 1 passe          |
| 12    | Timothy Weah      |           | 1            |                 | 1 passe          |
| 12    | Jérémy Pied       |           |              | 1               | 1 passe          |
| Total | 17 passeurs       | 39 passes | 10 passes    | 2 passes        | 51 passes        |

#### Statistiques détaillées
| Numéro | Nat. | Nom               | Championnat | Championnat | Championnat    | Championnat | Championnat  | Coupe de France | Coupe de France | Coupe de France | Coupe de France | Coupe de France | Ligue Europa | Ligue Europa | Ligue Europa   | Ligue Europa | Ligue Europa | Total | Total       | Total          | Total  | Total        |
| Numéro | Nat. | Nom               | M.j.        | But inscrit | Passe décisive | Averti      | Carton rouge | M.j.            | But inscrit     | Passe décisive  | Averti          | Carton rouge    | M.j.         | But inscrit  | Passe décisive | Averti       | Carton rouge | M.j.  | But inscrit | Passe décisive | Averti | Carton rouge |
| ------ | ---- | ----------------- | ----------- | ----------- | -------------- | ----------- | ------------ | --------------- | --------------- | --------------- | --------------- | --------------- | ------------ | ------------ | -------------- | ------------ | ------------ | ----- | ----------- | -------------- | ------ | ------------ |
| 1      |      | Oréstis Karnézis  | 0           | 0           | 0              | 0           | 0            | 1               | 0               | 0               | 0               | 0               | 0            | 0            | 0              | 0            | 0            | 1     | 0           | 0              | 0      | 0            |
| 2      |      | Zeki Çelik        | 29          | 3           | 2              | 8           | 0            | 2               | 0               | 0               | 0               | 0               | 4            | 1            | 0              | 2            | 0            | 35    | 4           | 2              | 10     | 0            |
| 3      |      | Tiago Djaló       | 17          | 0           | 0              | 4           | 0            | 3               | 0               | 0               | 2               | 0               | 4            | 0            | 0              | 1            | 0            | 24    | 0           | 0              | 7      | 0            |
| 5      |      | Sven Botman       | 37          | 0           | 0              | 3           | 0            | 2               | 0               | 0               | 0               | 0               | 8            | 0            | 1              | 2            | 0            | 47    | 0           | 1              | 5      | 0            |
| 6      |      | José Fonte        | 36          | 3           | 0              | 7           | 0            | 1               | 0               | 0               | 0               | 0               | 6            | 0            | 0              | 1            | 0            | 43    | 3           | 0              | 8      | 0            |
| 7      |      | Jonathan Bamba    | 38          | 6           | 9              | 2           | 0            | 2               | 0               | 0               | 0               | 0               | 8            | 1            | 0              | 1            | 0            | 48    | 7           | 9              | 3      | 0            |
| 8      |      | Xeka              | 33          | 1           | 2              | 6           | 0            | 3               | 1               | 0               | 1               | 0               | 6            | 0            | 0              | 3            | 0            | 42    | 2           | 2              | 10     | 0            |
| 9      |      | Jonathan David    | 37          | 13          | 2              | 0           | 0            | 3               | 0               | 0               | 0               | 0               | 8            | 0            | 2              | 1            | 0            | 48    | 13          | 4              | 1      | 0            |
| 10     |      | Jonathan Ikoné    | 37          | 4           | 5              | 0           | 0            | 3               | 0               | 0               | 1               | 0               | 8            | 3            | 2              | 1            | 0            | 48    | 7           | 7              | 2      | 0            |
| 11     |      | Luiz Araújo       | 28          | 4           | 2              | 5           | 0            | 3               | 0               | 0               | 0               | 0               | 6            | 0            | 0              | 0            | 0            | 37    | 4           | 2              | 5      | 0            |
| 12     |      | Yusuf Yazıcı      | 32          | 7           | 4              | 1           | 0            | 2               | 0               | 0               | 1               | 0               | 8            | 7            | 1              | 1            | 0            | 42    | 14          | 5              | 3      | 0            |
| 15     |      | Eugenio Pizzuto   | 0           | 0           | 0              | 0           | 0            | 0               | 0               | 0               | 0               | 0               | 0            | 0            | 0              | 0            | 0            | 0     | 0           | 0              | 0      | 0            |
| 16     |      | Mike Maignan      | 38          | 0           | 0              | 1           | 0            | 2               | 0               | 0               | 0               | 0               | 8            | 0            | 0              | 2            | 0            | 48    | 0           | 0              | 3      | 0            |
| 17     |      | Burak Yılmaz      | 28          | 16          | 5              | 6           | 0            | 1               | 0               | 0               | 0               | 0               | 4            | 2            | 0              | 0            | 0            | 33    | 18          | 5              | 6      | 0            |
| 18     |      | Renato Sanches    | 23          | 1           | 3              | 4           | 0            | 2               | 0               | 1               | 0               | 0               | 4            | 0            | 0              | 3            | 0            | 29    | 1           | 4              | 7      | 0            |
| 19     |      | Isaac Lihadji     | 15          | 0           | 1              | 0           | 0            | 2               | 0               | 0               | 0               | 0               | 4            | 0            | 0              | 0            | 0            | 21    | 0           | 1              | 0      | 0            |
| 21     |      | Benjamin André    | 35          | 0           | 1              | 10          | 0            | 3               | 0               | 0               | 0               | 0               | 5            | 0            | 0              | 3            | 0            | 43    | 0           | 1              | 13     | 0            |
| 22     |      | Timothy Weah      | 28          | 3           | 0              | 1           | 0            | 3               | 0               | 0               | 1               | 0               | 6            | 2            | 1              | 1            | 0            | 37    | 5           | 1              | 3      | 0            |
| 24     |      | Boubakary Soumaré | 32          | 0           | 1              | 3           | 0            | 3               | 0               | 0               | 0               | 0               | 8            | 0            | 1              | 1            | 0            | 43    | 0           | 2              | 4      | 0            |
| 25     |      | Adama Soumaoro    | 3           | 0           | 0              | 1           | 0            | 0               | 0               | 0               | 0               | 0               | 2            | 0            | 1              | 0            | 0            | 5     | 0           | 1              | 1      | 0            |
| 26     |      | Jérémy Pied       | 6           | 0           | 0              | 1           | 0            | 3               | 0               | 1               | 0               | 0               | 3            | 0            | 0              | 1            | 0            | 12    | 0           | 1              | 2      | 0            |
| 27     |      | Cheikh Niasse     | 0           | 0           | 0              | 0           | 0            | 0               | 0               | 0               | 0               | 0               | 1            | 0            | 0              | 0            | 0            | 1     | 0           | 0              | 0      | 0            |
| 28     |      | Reinildo          | 29          | 0           | 0              | 2           | 1            | 0               | 0               | 0               | 0               | 0               | 6            | 0            | 0              | 0            | 0            | 35    | 0           | 0              | 2      | 1            |
| 29     |      | Domagoj Bradarić  | 26          | 1           | 2              | 4           | 0            | 3               | 0               | 0               | 1               | 0               | 7            | 0            | 1              | 2            | 0            | 36    | 1           | 3              | 7      | 0            |
| 30     |      | Lucas Chevalier   | 0           | 0           | 0              | 0           | 0            | 0               | 0               | 0               | 0               | 0               | 0            | 0            | 0              | 0            | 0            | 0     | 0           | 0              | 0      | 0            |
|        |      | Aguibou Camara    | 0           | 0           | 0              | 0           | 0            | 1               | 1               | 0               | 0               | 0               | 0            | 0            | 0              | 0            | 0            | 1     | 1           | 0              | 0      | 0            |

#### Statistiques joueurs prêtés
| Nom                 | Club en prêt           | Championnat | Championnat | Championnat | Championnat  | Coupes nationales | Coupes nationales | Coupes nationales | Coupes nationales | Compétitions internationales | Compétitions internationales | Compétitions internationales | Compétitions internationales | Total | Total | Total  | Total        |
| Nom                 | Club en prêt           | MJ          | B           | Averti      | Carton rouge | MJ                | B                 | Averti            | Carton rouge      | MJ                           | B                            | Averti                       | Carton rouge                 | MJ    | B     | Averti | Carton rouge |
| ------------------- | ---------------------- | ----------- | ----------- | ----------- | ------------ | ----------------- | ----------------- | ----------------- | ----------------- | ---------------------------- | ---------------------------- | ---------------------------- | ---------------------------- | ----- | ----- | ------ | ------------ |
| Saad Agouzoul       | Royal Excel Mouscron   | 33          | 1           | 8           | 0            | 0                 | 0                 | 0                 | 0                 | 0                            | 0                            | 0                            | 0                            | 33    | 1     | 8      | 0            |
| Capita              | Royal Excel Mouscron   | 3           | 0           | 1           | 0            | 1                 | 0                 | 0                 | 0                 | 0                            | 0                            | 0                            | 0                            | 4     | 0     | 1      | 0            |
| Kouadio-Yves Dabila | Royal Excel Mouscron   | 7           | 0           | 0           | 0            | 0                 | 0                 | 0                 | 0                 | 0                            | 0                            | 0                            | 0                            | 7     | 0     | 0      | 0            |
| Hervé Koffi         | Royal Excel Mouscron   | 34          | 0           | 4           | 0            | 0                 | 0                 | 0                 | 0                 | 0                            | 0                            | 0                            | 0                            | 34    | 0     | 4      | 0            |
| Darly Nlandu        | Royal Excel Mouscron   | 11          | 0           | 1           | 0            | 1                 | 0                 | 0                 | 0                 | 0                            | 0                            | 0                            | 0                            | 12    | 0     | 1      | 0            |
| Jean Onana          | Royal Excel Mouscron   | 28          | 2           | 6           | 1            | 1                 | 0                 | 1                 | 0                 | 0                            | 0                            | 0                            | 0                            | 29    | 2     | 7      | 1            |
| Angel Gomes         | Boavista FC            | 30          | 6           | 10          | 0            | 2                 | 0                 | 0                 | 0                 | 0                            | 0                            | 0                            | 0                            | 32    | 6     | 10     | 0            |
| Léo Jardim          | Boavista FC            | 34          | 0           | 4           | 0            | 1                 | 0                 | 1                 | 0                 | 0                            | 0                            | 0                            | 0                            | 35    | 0     | 5      | 0            |
| Show                | Boavista FC            | 31          | 0           | 3           | 0            | 2                 | 0                 | 1                 | 0                 | 0                            | 0                            | 0                            | 0                            | 33    | 0     | 4      | 0            |
| Adam Jakubech       | KV Courtrai            | 12          | 0           | 1           | 0            | 2                 | 0                 | 0                 | 0                 | 0                            | 0                            | 0                            | 0                            | 14    | 0     | 1      | 0            |
| Rominigue Kouamé    | ESTAC Troyes           | 32          | 2           | 4           | 0            | 0                 | 0                 | 0                 | 0                 | 0                            | 0                            | 0                            | 0                            | 32    | 2     | 4      | 0            |
| Thiago Maia         | Flamengo               | 14          | 0           | 4           | 0            | 3                 | 0                 | 1                 | 0                 | 3                            | 0                            | 1                            | 0                            | 20    | 0     | 6      | 0            |
| Cheikh Niasse       | Panathinaïkós          | 13          | 0           | 4           | 0            | 2                 | 0                 | 0                 | 0                 | 0                            | 0                            | 0                            | 0                            | 15    | 0     | 4      | 0            |
| Abou Ouattara       | Vitória SC + Amiens SC | 2 + 11      | 0           | 0           | 0            | 0 + 1             | 0                 | 0                 | 0                 | 0                            | 0                            | 0                            | 0                            | 14    | 0     | 0      | 0            |
| Scotty Sadzoute     | Pau FC                 | 35          | 0           | 2           | 0            | 1                 | 0                 | 0                 | 0                 | 0                            | 0                            | 0                            | 0                            | 36    | 0     | 2      | 0            |
| Usman Simbakoli     | Stade lavallois        | 3           | 0           | 1           | 0            | 2                 | 1                 | 0                 | 0                 | 0                            | 0                            | 0                            | 0                            | 5     | 1     | 1      | 0            |
| Adama Soumaoro      | Bologne FC             | 20          | 1           | 4           | 0            | 0                 | 0                 | 0                 | 0                 | 0                            | 0                            | 0                            | 0                            | 20    | 1     | 4      | 0            |

## Onze de départ (toutes compétitions)
| No. | Pos. | Joueur            | Joués | Notes                   |
| --- | ---- | ----------------- | ----- | ----------------------- |
| 16  | GB   | Mike Maignan      | 48    | Karnézis a joué 1 fois  |
| 2   | DD   | Zeki Çelik        | 35    | Pied a joué 12 fois     |
| 6   | DC   | José Fonte        | 43    | Djaló a joué 24 fois    |
| 5   | DC   | Sven Botman       | 47    | Soumaoro a joué 5 fois  |
| 28  | DG   | Reinildo          | 35    | Bradarić a joué 36 fois |
| 24  | MR   | Boubakary Soumaré | 43    | Sanches a joué 29 fois  |
| 21  | MR   | Benjamin André    | 43    | Xeka a joué 42 fois     |
| 10  | AiD  | Jonathan Ikoné    | 48    | Lihadji a joué 21 fois  |
| 7   | AiG  | Jonathan Bamba    | 48    | Araújo a joué 37 fois   |
| 9   | AC   | Jonathan David    | 48    | Weah a joué 37 fois     |
| 17  | AC   | Burak Yılmaz      | 33    | Yazıcı a joué 42 fois   |

| Maignan Fonte (C) Botman Çelik Reinildo Soumaré André Ikoné Bamba David Yılmaz |

## Récompenses individuelles

### Dogues du mois
Le club fait voter ses supporters pour désigner un joueur du mois parmi l'effectif, il est appelé le Dogue du mois. En fin de saison, Burak Yılmaz est élu Dogue de l'année.
| Mois      | Vainqueurs     | Mois             | Vainqueurs   |
| --------- | -------------- | ---------------- | ------------ |
| Septembre | Sven Botman    | Février          | Mike Maignan |
| Octobre   | Jonathan Bamba | Mars             | Mike Maignan |
| Novembre  | Yusuf Yazıcı   | Avril            | Burak Yılmaz |
| Décembre  | Burak Yılmaz   | Dogue de l'année | Burak Yılmaz |
| Janvier   | Jonathan David |                  |              |

### Trophées UNFP
Trophées UNFP du football 2021
- Meilleur entraîneur :  Christophe Galtier
- Plus beau but de la saison :  Burak Yılmaz
- Équipe type de la saison :  Benjamin André et  Reinildo

Trophée du joueur du mois UNFP
- Octobre :  Jonathan Bamba
- Décembre :  Yusuf Yazıcı
- Avril :  Burak Yılmaz

## Affluences
En raison de la pandémie de Covid-19, le LOSC joue ses trois premiers matchs à domicile en jauge réduite pour une moyenne de 4050 spectateurs. Les seize matchs suivants sont joués à huis clos.

## Équipe réserve
L'équipe réserve du LOSC, appelée Pro 2, joue cette saison en National 3 dans le groupe Hauts-de-France et elle est entraînée par Luis Norton de Matos. La saison dernière, l'équipe avait terminé à la 14e place du groupe A de la National 2 et a donc été reléguée.